# 圣三一主教座堂 (锡比乌)

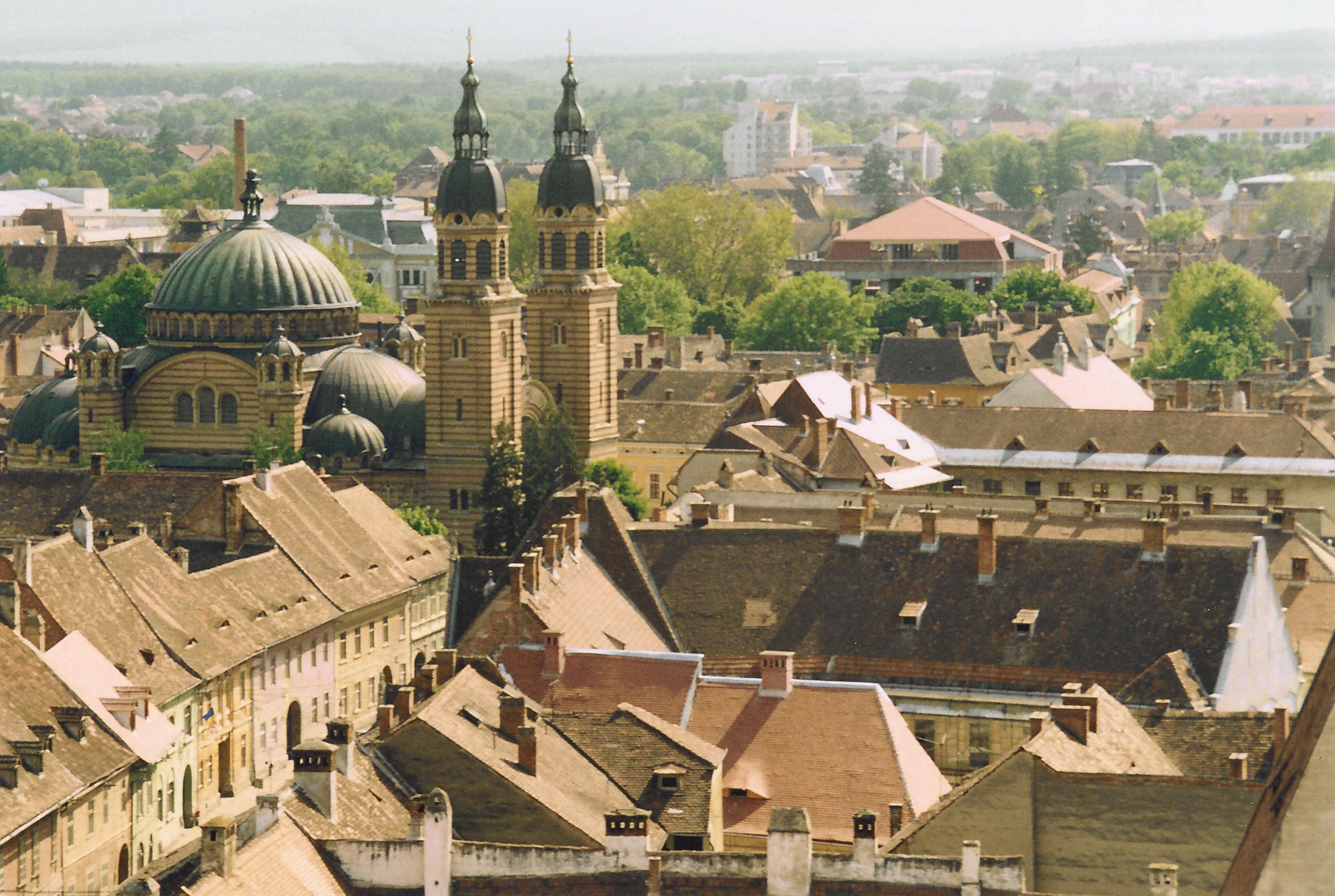

圣三一主教座堂（羅馬尼亞語：Catedrala Sfânta Treime din Sibiu），位于罗马尼亚锡比乌Mitropoliei街35号，是罗马尼亚正教会特兰西瓦尼亚都主教和锡比乌总主教的驻地。这是一座拜占庭式的教堂，灵感来自于圣索菲亚大教堂，主尖顶受特兰西瓦尼亚教堂建筑和巴洛克建筑的影响。
在锡比乌建设一个东正教主教座堂的想法开始于都主教Andrei Şaguna，在1857年秋季请求奥地利皇帝弗朗茨·约瑟夫一世下令，准许教士和教友向教区捐款，第一位捐助者是皇帝本人，给了1000金币，特兰西瓦尼亚总督和许多人也捐了款。从31位奥地利和匈牙利建筑师的设计方案中，选择了布达佩斯的维吉尔纳吉的方案。1902年8月18日举行了奠基仪式，拆除附近的8座房屋，以及建于1778年的希腊小教堂。1904年12月13日，四口大钟安放到高43米（含十字架）的尖塔上。（第一次世界大战期间，奥匈军队融化了西塔楼的三口大钟，铸造大炮）。1906年4月30日，都主教和阿拉德,伊万帕普主教祝圣了教堂。

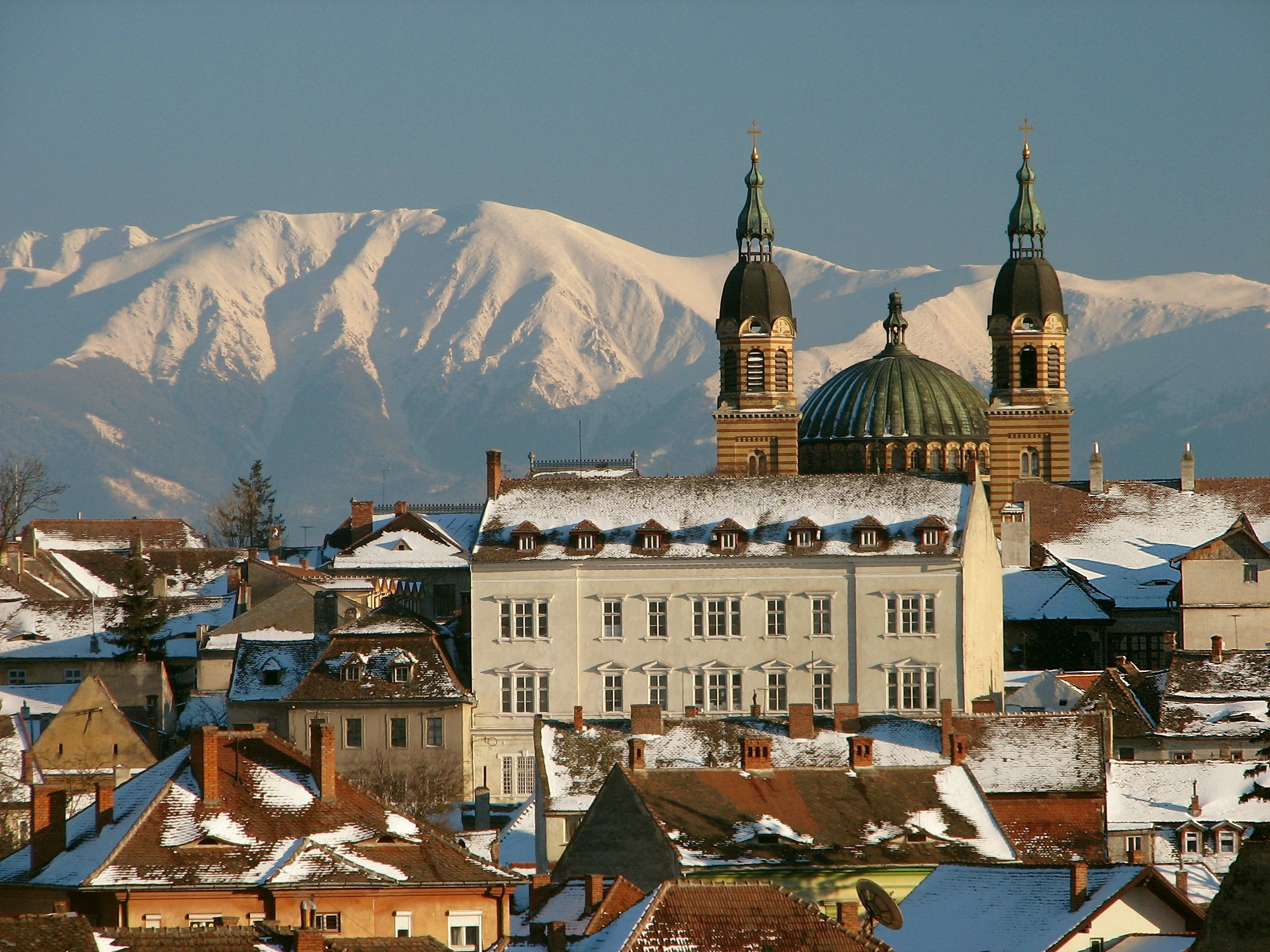
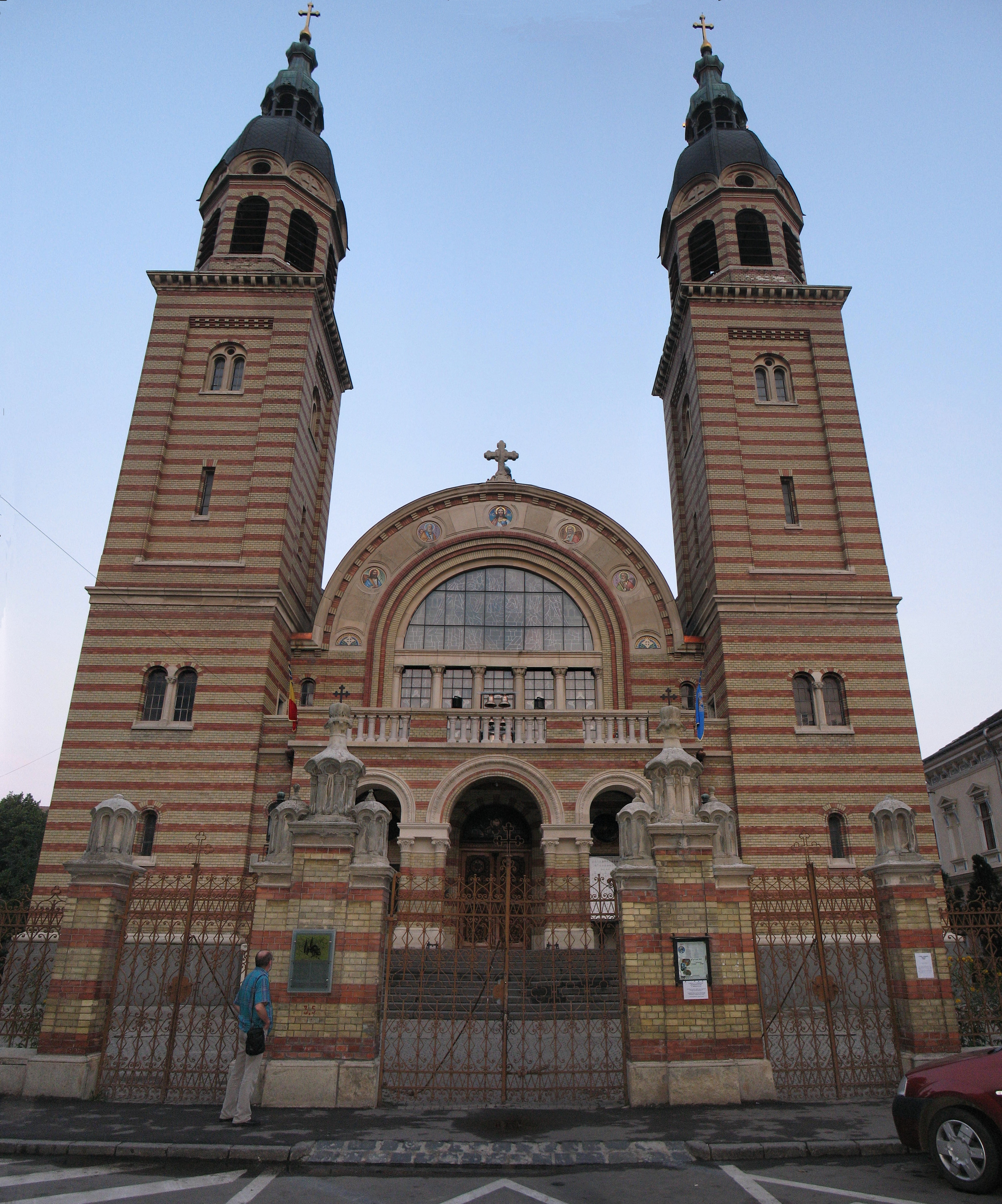
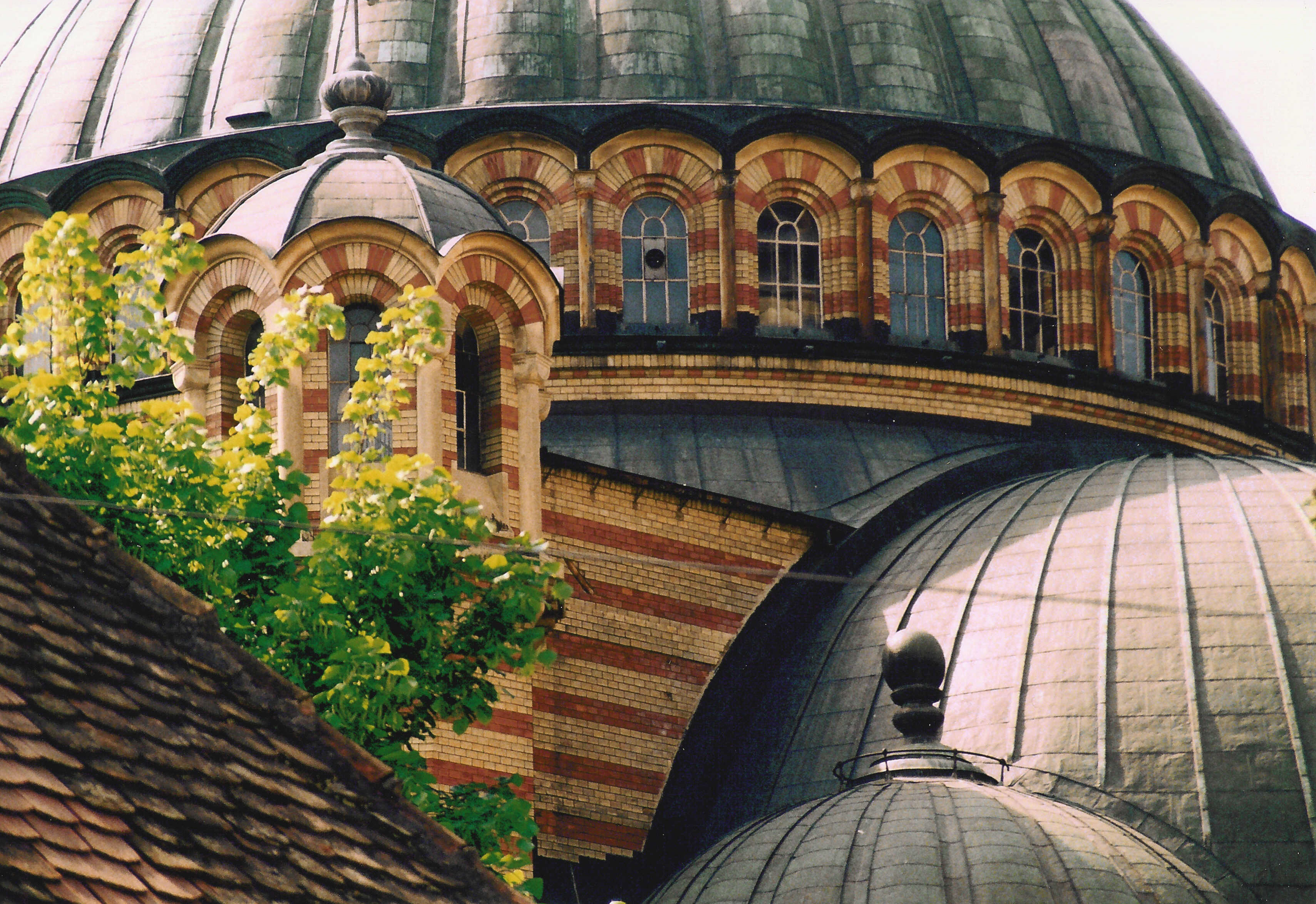
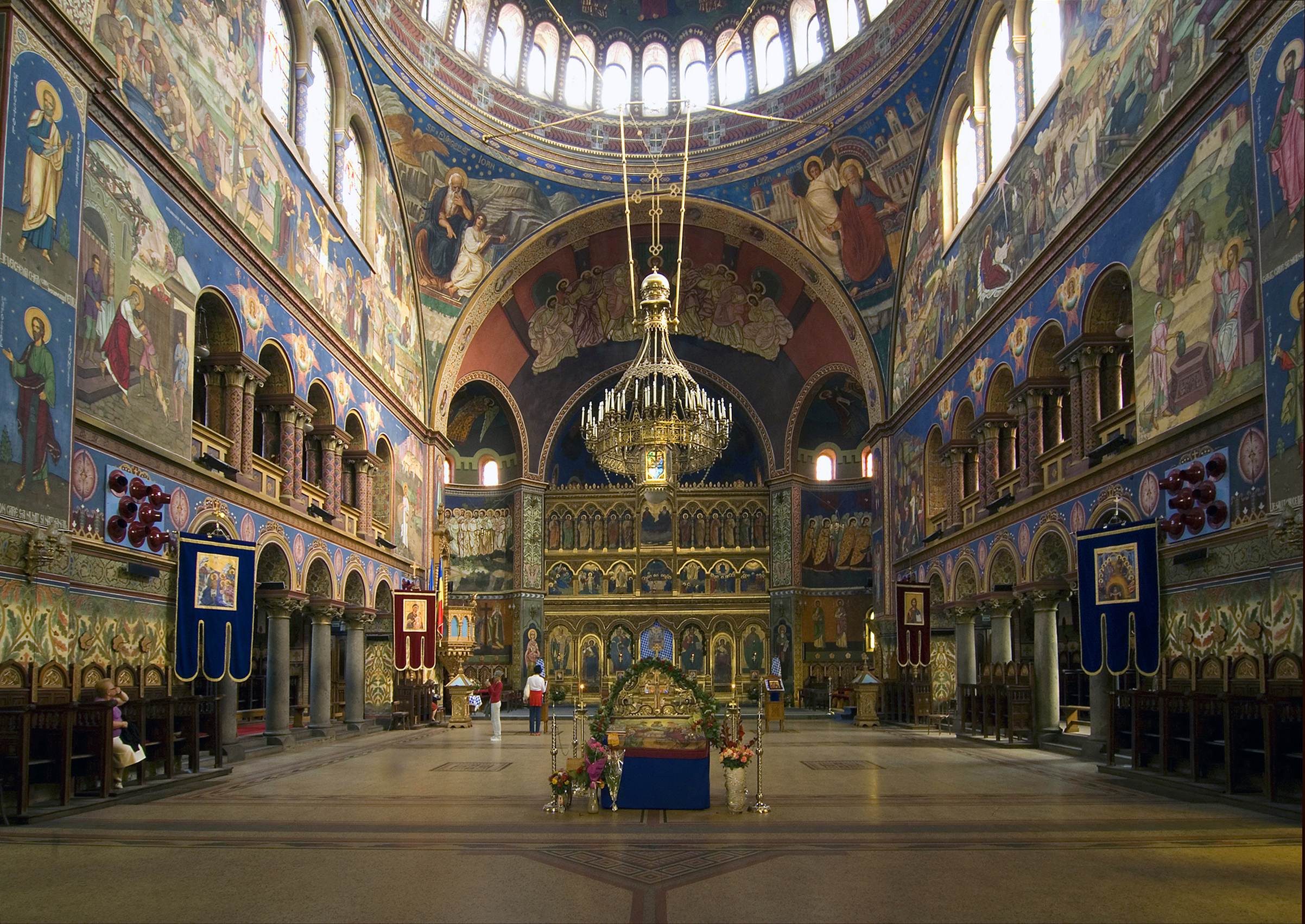